# Stray Blade
『Stray Blade』（ストレイ ブレイド）は、Point Blank Gamesが開発し、505 Gamesより2023年4月20日に発売されたのゲームソフト。対応プラットフォームはXbox Series X/S・PlayStation 5・Windows（Epic Games Store・Steam）。ジャンルはアクションRPG。